# Diego de San Francisco Tehuetzquititzin
Diego de San Francisco Tehuetzquititzin, noto anche come Tehuetzquiti o Tehuetzqui (... – 1554), fu il sedicesimo tlatoani ed il secondo governatore di Tenochtitlán.

## Biografia
Secondo Chimalpahin, il padre di Tehuetzquititzin, Tezcatl Popocatzin, era il figlio di Tízoc, settimo tlatoani di Tenochtitlan. Prese come moglie cristiana una cugina di primo grado, doña María, da cui ebbe due figli, don Alonso Tezcatl Popocatzin e don Pablo (o Pedro) Mauhcaxochitzin, entrambi morti giovani. Dall'altra moglie ebbe figli chiamati don Miguel (o Pablo) Ixcuinantzin (anch'esso morto giovane), don Pedro Xiconocatzin, don José Xaxaqualiuhtocatzin, don Baltasar Ilhuicaxochitzin (morto giovane), doña Juana, doña María Tlacoyehuatzin, doña María Francisca, un'altra doña María e doña Cecilia.
Tehuetzquititzin divenne sia tlatoani che governatore di Tenochtitlan nel 1541, dopo la morte del precedente governatore, don Diego de Alvarado Huanitzin. Nello stesso anno partecipò alla Guerra del Mixtón in Nuova Galizia (nahuatl: Xochipillan), guidata dal viceré Antonio de Mendoza.

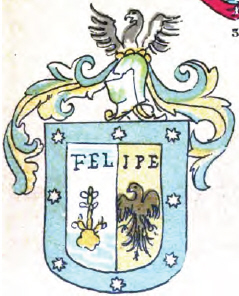
Stemma di Don Diego

Il 23 dicembre 1546 fu emanata una cédula da Carlo V e dalla madre Giovanna. In questa cédula veniva concesso a don Diego un personale stemma in riconoscimento dei suoi servizi, soprattutto in Nuova Galizia, grazie ai quali "altri nobili [indiani] saranno convinti a servirci". Sullo stemma compare il simbolo indigeno di Tenochtitlan (un fico d'india che nasce da una roccia al centro di un lago), che secoli dopo apparirà anche nello Stemma del Messico, assieme ad un'aquila che potrebbe rappresentare Huitzilopochtli.
Tehuetzquititzin morì nel 1554, dopo aver regnato per 14 anni. Invece di essere subito rimpiazzato da un successore, don Esteban de Guzmán giunse a Tenochtitlan nel ruolo di juez de residencia. Rimase juez fino al 1557, quando don Cristóbal de Guzmán Cecetzin fu nominato regnante.